# FSM Beskid
El FSM Beskid fue un prototipo de automóvil económico tipo hatchback diseñado en Polonia por el Centro de Investigación y Desarrollo Automotriz BOSMAL entre 1982 y 1986.

## Nombre
El nombre del vehículo proviene de la cadena montañosa Beskidy, que se ubica cerca de la ciudad de Bielsko-Biala, donde se encuentran BOSMAL y la fábrica de automóviles FSM.

## Historia
A principios de los años ochenta, después de algunos años de producir bajo licencia el Fiat Polski 126p (la versión polaca del Fiat 126), el fabricante polaco de automóviles FSM decidió investigar la posibilidad de reemplazar el ya anticuado automóvil por otro más moderno.
Las tareas de diseño y construcción de prototipos del nuevo vehículo así como su adaptación a los procesos de producción también fueron encomendadas al altamente capacitado Centro de Investigación y Desarrollo Automotriz BOSMAL (Osrodek Badawczo-Rozwojowy Samochodów Małolitrażowych), el cual había sido fundado en 1972 para proveer servicios de ingeniería y desarrollo a las fábricas del POL-MOT (Consorcio Automotríz de Polonia). En 1981, el equipo liderado por el ingeniero Wieslaw Wiatrak comenzó con el diseño del vehículo, luego llamado Beskid 106. Con los planos ya terminados, en 1982 se inician las tareas de desarrollo que culminaron con el primer prototipo terminado, que fue presentado en la primavera de 1983.
Desafortunadamente, debido a problemas políticos y económicos, el desarrollo del Beskid fue cancelado en 1987 y el promisorio vehículo nunca llegó a producirse en serie. El gobierno posteriormente ordenó la destrucción de los siete prototipos construidos, aunque algunos de ellos pudieron ser preservados. Dos de esos prototipos pueden verse actualmente en el Muzeum Inżynierii Miejskiej de Cracovia y en el museo de tecnología del Palacio de la Cultura y la Ciencia, en Varsovia.

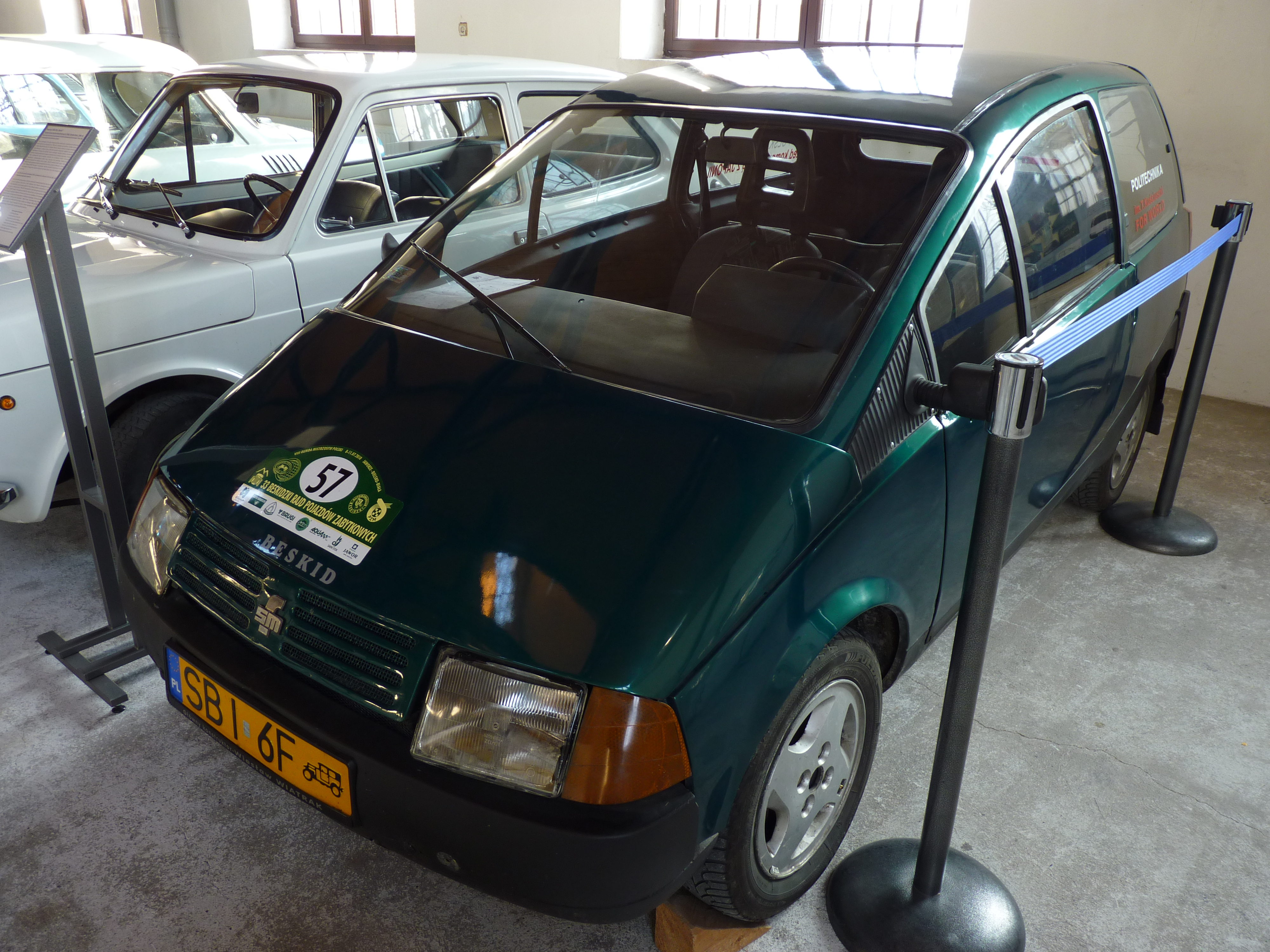
FSM Beskid 106 en el Muzeum Inżynierii Miejskiej de Cracovia

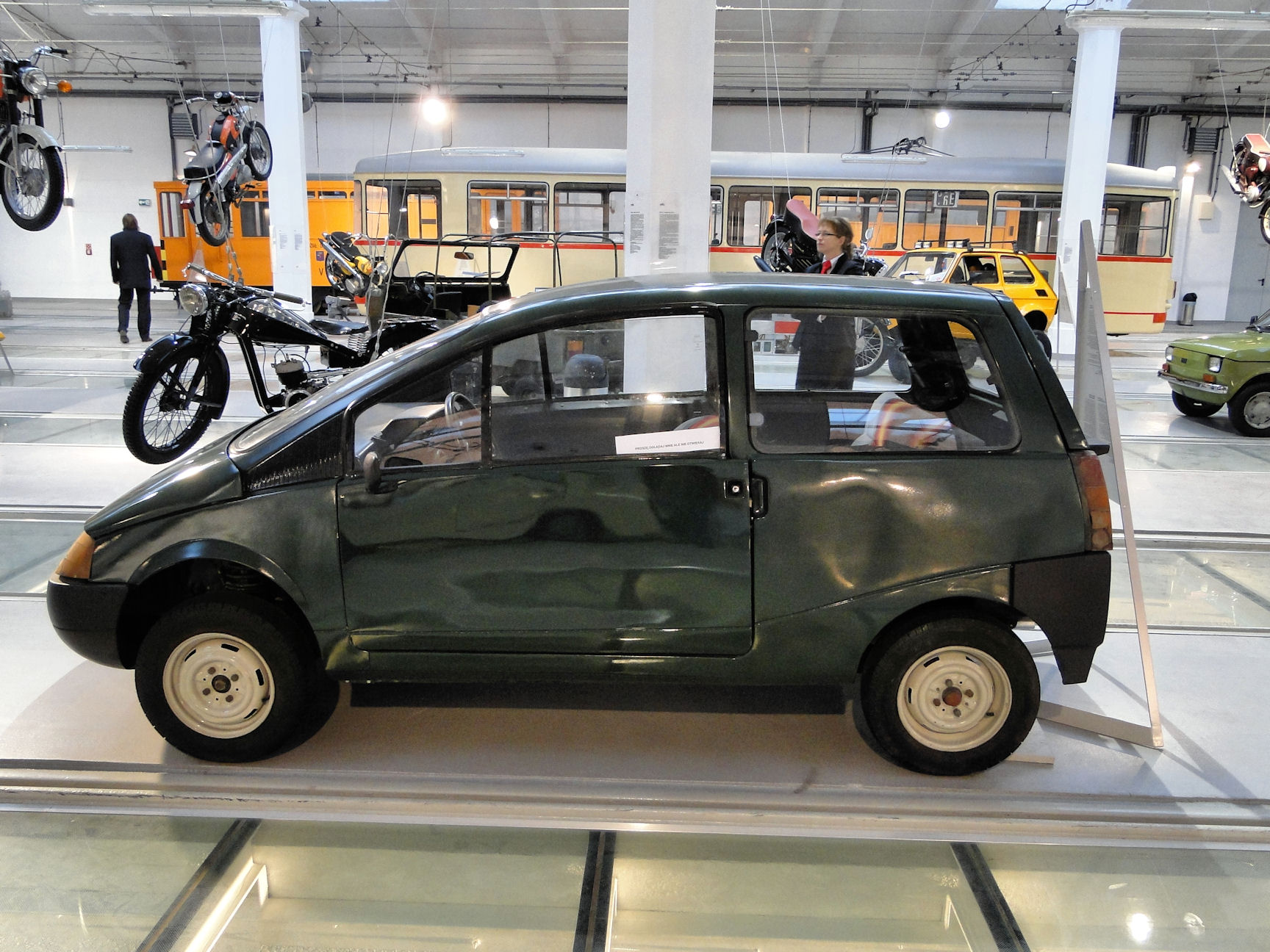
Vista lateral del FSM Beskid 106.

La novedosa carrocería del Beskid fue patentada, pero BOSMAL no disponía de fondos para extender la patente. El diseño del Beskid 106 se reconoce como la principal "inspiración" del Renault Twingo, introducido en el mercado 10 años más tarde, cuando la patente en Polonia ya había expirado. Se estima que la producción del Twingo superó los 2.4 millones de unidades.

## Descripción
El automóvil se caracterizaba por una innovadora carrocería monovolumen diseñada por Krzysztof Meissner, de la Academia de Bellas Artes de Varsovia, usando exhaustivos ensayos en túnel de viento que le permitieron lograr un bajo coeficiente Cx de 0.29